# Desvantagem
"Desvantagem" é um termo genérico para indivíduos ou grupos de pessoas que:
- Enfrentam problemas especiais, como deficiência física ou mental[1][2]
- Têm falta de dinheiro ou apoio económico[3]

## Em desvantagem econômica
No uso comum, "os desfavorecidos" é um termo genérico para aqueles "provenientes de origens de baixa renda" ou "os pobres desfavorecidos". O "economicamente desfavorecido" é um termo usado por instituições governamentais, por exemplo, alocando refeições escolares gratuitas para "um aluno que é membro de uma família que atenda às directrizes de elegibilidade de renda para refeições gratuitas ou a preço reduzido (menor ou igual a 185 % das Directrizes Federais contra a Pobreza " ou concessões comerciais.
O "desfavorecido" é frequentemente aplicado num contexto de terceiro mundo e geralmente se relacionam com mulheres com " mobilidade ascendente " reduzida sofrendo exclusão social e têm acesso limitado a recursos naturais e oportunidades económicas. Frequentemente, são agricultores sem terra ou marginais que operam nas terras mais improdutivas.
De acordo com Paul Krugman em um artigo de outubro de 2002 intitulado "sobre a distribuição da riqueza".